# María de Mater O'Neill
María de Mater O'Neill [Mari Mater O’Neill] (San Juan, Puerto Rico,1960) es una artista de la pintura, diseñadora, gestora cultural, comunicadora visual y educadora puertorriqueña egresada del Cooper Union School of Arts and Sciences (Nueva York, EE. UU., 1984) y graduada de un doctorado en Prácticas de Diseño de la Universidad de Northumbria (Newcastle Upon Thyme) en Reino Unido en el 2014. Como artista, fue galardonada con el Gran Premio de la III Bienal Internacional de Pintura en Cuenca, Ecuador en el 1991 y fue receptora de una “Segunda Mención Honorífica” de la 34ème International of the Peinture en el Chateau-Musee de Cagnes-sur-Mer en Cote d'Azur, Francia en el 2002. Tiene a su haber la integración y desarrollo de la metodología del diseño participativo, así como la creación de programas de diseño y microempresas universitarias.

## Datos biográficos
Mari Mater O’Neill ingresó en el 1978 a la Cooper Union School of Arts and Sciences en Nueva York en los Estados Unidos de América, donde culminó un bachillerato en Bellas Artes en el 1984. En ese periodo ingresó como estudiante transitoria al The Museum School of Fine Arts en Boston, Massachusetts, tomó cursos en el Parsons School of Design y en la New School for Social Research en Nueva York, y trabajó en el Master Printer Workshop en Florencia, Italia. En el año 2014 obtuvo el primer doctorado de Prácticas de Diseño otorgado en Europa por la Universidad de Northumbria (Newcastle Upon Thyme), Reino Unido. Su tesis doctoral versa sobre el tema de la resiliencia entre los practicantes de diseño al tiempo que propone una metodología para ser replicable.
Como pintora, tiene a su haber exhibiciones individuales y colectivas a nivel nacional e internacional. Entre sus exhibiciones individuales se destacan Paisaje en fuego (IV Bienal Internacional de Pintura de Cuenca, Ecuador, 1994), Mapas (Museo de Arte Contemporáneo, Panamá, 1994), Fin de juego (Galería Botello, San Juan, Puerto Rico, 2000), y Artista interrumpida, selección de obras de María de Mater O’Neill del Post al después 1983-2006 (Museo de Arte de Puerto Rico, San Juan, Puerto Rico, 2007), muestra que fue comisariada por la Dra. Elaine King y que abarcó los primeros veinte años de carrera de O'Neill. 
Su obra ha sido premiada en varios escenarios entre los que destaca el Gran Premio de la III Bienal Internacional de Pintura en Cuenca, Ecuador, por su pintura Donde moran los terribles (1991) pintura que “representa la reacción de O’Neill al tratamiento de la sociedad hacia los pacientes de SIDA, en referencia especial al artista y amigo personal Carlos Collazo."
Sobre su participación en exhibiciones colectivas, se destacan: Ocho de los ochenta (Instituto de Cultura Puertorriqueña, San Juan, Puerto Rico, 1986), Puerto Rican Painting: Between Past and Present  en el Museum of Modern Art of Latin America, Washington D. C.; Museo del Barrio, Nueva York; Museo de Historia, Antropología y Arte de la Universidad de Puerto Rico, San Juan, Puerto Rico en 1987; 1492/1992: Un nouveau regard sur les Caraibes en Francia, exhibición itinerante en Francia y el Caribe en los años 1992-93, Otro país: escalas africanas en el Centro Atlántico de Arte Moderno, Palma de Mallorca, España en 1994, Latin American Women Artists 1915-1995 en el Milwaukee Art Museum [exhibición itinerante que visitó el Phoenix Art Museum, Arizona, el The Denver Art Museum, Colorado el The National Museum of Women in Arts, California y otros] durante los años 1995 al 1996; The Richness of Diversity: Contemporary Puerto Rican and Mexican Artists en Susquehanna Art Museum, Harrisburg, Pensilvania, EE. UU. en 1997; Tesoros de la pintura puertorriqueña  en el Museo de Arte de Puerto Rico, San Juan, Puerto Rico en el 2000; XIII Bienal de San Juan del Grabado Latinoamericano y del Caribe del Instituto de Cultura Puertorriqueña en San Juan, Puerto Rico en el 2001; Flight of the Falcon en Fortaleza de Girifalco, Cortona en Italia en el 2001; 34 eme Festival Internacional de la Peinture en Chateau-Musée Grimaldi, Cagnes-sur-Mer, Francia en el 2002; y Figuraciones en el Museo de Arte Contemporáneo de Puerto Rico, San Juan, Puerto Rico en el 2006.
O'Neill mantiene una práctica activa como diseñadora. En el 1993 fue receptora del primer premio de la revista Publish por el Catálogo académico de la Escuela de Artes Plásticas de Puerto Rico, y en el 1995, recibió el premio Federal Achievement Award del Presidente Clinton por el diseño del catálogo de la exhibición “Homenaje a Carlos Collazo”, primer catálogo Pre-press en Puerto Rico. En 2008 cofundó la empresa Rubberband Design Studio desde una metodología de diseño participativo, centrada en el usuario y en la filosofía de empresarismo social. Rubberband obtuvo el premio BID 2010 en la categoría de Diseño de Espacios Interiores de la II Bienal Iberoamericana de Diseño de Madrid, España en el 2010.
En el área educativa, desarrolló en el 1995 junto a la profesora Teresa López, el programa inicial del Departamento de Imagen y Diseño de la Escuela de Artes Plásticas de San Juan en Puerto Rico, basado en la propuesta de la diseñadora Mary Ann Hopgood Santaella. Entre los años 2002 al 2003 dirigió el Departamento de Pintura de esa institución universitaria instaurando la práctica de exponer a los estudiantes a sesiones magistrales de crítica. En el 2005, conceptualizó y desarrolló el primer Centro de Diseño de la Escuela de Artes Plásticas como microempresa intramuros.
Dentro de su haber como gestora cultural, fue consultora en la conceptualización y creación del programa de subvenciones del Fondo Nacional para el Financiamiento del Quehacer Cultural del Instituto de Cultura Puertorriqueña en el 1985; fue miembro activo de la Asociación de Mujeres Artistas de Puerto Rico, organización que presidió entre los años 1992 y 1993; dictó múltiples conferencias en foros nacionales e internacionales y fundó la revista cibernética El cuarto del Quenopón (1995-2005) dedicada a divulgar el quehacer cultural de Puerto Rico y el Caribe. Junto a la Dra. Omayra Rivera Crespo y el arquitecto y planificador Edwin Quiles, coorganizó la muestra Escuchando las voces, la cual fue la primera exhibición sobre diseño participativo y comunitario en Puerto Rico (2017). 
Además del diseño, actualmente Mari Mater O’Neill se mantiene activa en la cátedra, valiéndose de su práctica transdisciplinaria como herramienta para fortalecer la docencia.

## Pintura
La obra pictórica de Mari Mater O'Neill fluye por distintos medios, estilos, temáticas e indagaciones. Sus exploraciones se expresaron a través de discursos como el de la nacionalidad o la negación de esta, el de género y la equidad, el comportamiento del color, la materialidad de los pigmentos, el cuerpo y la mirada, el espectador, y la autoría de las obras. Para informar sobre esas exploraciones se vale de medios como la pintura y el grabado, y de estilos como la figuración, la abstracción o el ensamblaje. 
Su carrera artística fue manejada por la Galería Botello desde 1990.
A principios de 1999 fue invitada por el Center of Innovative Printmaking and Papermaking de Rutgers University, Nueva Jersey, a dar una serie de conferencias y a crear la litografía «Clasificame ésta» como artista en residencia. Con esta obra viaja a Argentina como parte de la delegación de Puerto Rico a la exposición Litografía Argentina Contemporánea, 1999: IV Edición en Buenos Aires, Argentina.
En el 2000 su obra fue tema de discusión en el libro "Images of Ambiente: Homotextuality and Latin American Art 1810-today" de Rudy C. Bleys (Continuum Press, Londres) y protagonizó un artículo en el New York Times, sección Arts and Leisure ("Puerto Rican Art Moves Outward, and More Inward", 11 de marzo de 2001), escrito por la periodista y editora Luisita López Torregrosa.
En febrero del 2007 abrió en el Museo de Arte de Puerto Rico la exhibición retrospectiva titulada María de Mater O'Neill: Artista Interrumpida Del Post al Después (1986-2006), comisariada por la Dra. Elaine King. Esta muestra reunió los primeros veinte años de la carrera.
En el 2007, O'Neill comenzó el trabajo colaborativo "Pintura para un Piso Específico" con el arquitecto Andrés Mignucci y fue invitada a Casa Poli en Concepción, Chile, como artista residente donde, junto a Mignucci, presentó la pieza en noviembre de 2008. Juntos publicaron un libro homónimo sobre el proceso.

## Exhibiciones individuales
- 2007
  - “Artista interrumpida, selección de obras de María de Mater O’Neill del Post al después 1983-2006”, Museo de Arte de Puerto Rico, San Juan, Puerto Rico.
- 2000
  - “Fin de juego”, Galería Botello, San Juan, Puerto Rico.
- 1996
  - “Obra reciente”, Museo de Arte de Ponce, Puerto Rico.
- 1995
  - “Azul”, Galería Botello, San Juan, Puerto Rico.
- 1994
  - “Paisaje en fuego”, IV Bienal Internacional de Pintura de Cuenca, Ecuador.
  - “Mapas”, Museo de Arte Contemporáneo, Panamá.
- 1993
  - “Isla”, Galería Botello, San Juan, Puerto Rico.
- 1991
  - “Paisajes en tiempos de ansiedad”, Museo de Arte e Historia y Galería Botello, San Juan, Puerto Rico.
- 1985
  - “Teatro”, Liga de Estudiantes de Arte, San Juan, Puerto Rico.

## Exhibiciones colectivas
- 2008
  - “Pintura para un piso específico”, Casa Poli, Concepción, Chile.
- 2006
  - “Figuraciones”, Museo de Arte Contemporáneo de Puerto Rico, San Juan, Puerto Rico.
  - “Autocontemplación: autorretratos en pintura”, Museo de Arte, Historia y Antropología, Universidad de Puerto Rico, Río Piedras, Puerto Rico.
  - “Círculo de las Artes”, Museo de Arte de Ponce, Ponce, Puerto Rico.
  - “CIRCA Puerto Rico” (feria de arte internacional), Centro de Convenciones de Puerto Rico, San Juan.
  - “Muestra Nacional de Arte”, Instituto de Cultura Puertorriqueña, San Juan, Puerto Rico.
- 2005
  - “Minor Keys: Chords & Discords”, conferencia West Indies Literature, Universidad de Puerto Rico, Río Piedras.
  - “Imagen de una cultura”, Museo de Arte de Puerto Rico, San Juan.
- 2004
  - “Inscritos y proscritos: los desplazamientos en la gráfica puertorriqueña”, Trienal Poli/Gráfica de San Juan: América Latina y el Caribe, Museo de las Américas, Instituto de Cultura Puertorriqueña, San Juan.
  - “¡Impresionante!”, International Print Center, Nueva York, Estados Unidos.
- 2003
  - “De lo que soy / Of What I am”, Lehman College Art Gallery, Bronx, Nueva York, Estados Unidos.
  - “Muestra Nacional de Arte Puertorriqueño”, Instituto de Cultura Puertorriqueña, San Juan.
  - "Only Skin Deep”, Online Exhibition, International Center of Photography, Nueva York.
- 2002
  - “34eme Festival Internacional de la Peinture”, Chateau-Musée Grimaldi, Cagnes-sur-Mer, Francia.
  - “Pulpa” (revistas cibernéticas y revistas culturales impresas), Centro Wifredo Lam, La Habana, Cuba con ‘El cuarto del Quenepo’.
  - “Interrogating Diversity”, Betty Rymer Gallery, Art Institute of Chicago, Chicago, Illinois.
- 2001
  - “XIII Bienal de San Juan del Grabado Latinoamericano y del Caribe”, Instituto de Cultura Puertorriqueña, San Juan, Puerto Rico.
  - “Flight of the Falcon”, Fortaleza de Girifalco, Cortona, Italia.
  - “El arte de Puerto Rico a través del tiempo”, Museo de Arte de Puerto Rico, San Juan.
  - “Muestra Nacional de Arte Puertorriqueño”, Instituto de Cultura Puertorriqueña, San Juan.
- 2000
  - “Latin Caribbean: Cuba, Dominican Republic and Puerto Rico”, MOOLA, Los ángeles, California, Estados Unidos.
  - “IV Certamen Nacional de Artes Plásticas”, Museo de Arte Contemporáneo de Puerto Rico, San Juan.
  - “Tesoros de la pintura puertorriqueña”, Museo de Arte de Puerto Rico, San Juan.
  - “Women of the World: A Global Collection of Art”, exhibición itinerante que inauguró en Manhattan, Nueva York; Flint Institute, Míchigan; Delta Axis; University of Maryland Gallery; Tucson Museum, Arizona; Brenau University, Georgia; Mobile Museum, Alabama; y otras ciudades.
- 1999
  - “Litografía argentina contemporánea, 1999: IV Edición”, Museo de Artes Plásticas Eduardo Sívori, Buenos Aires, Argentina.
- 1998
  - “100 años después, cien artistas contemporáneos”, Antiguo Arsenal de la Marina Española, Instituto de Cultura Puertorriqueña, San Juan.[10]
- 1997
  - “The Richness of Diversity: Contemporary Puerto Rican and Mexican Artists”, Susquehanna Art Museum, Harrisburg, Pensilvania, Estados Unidos.
  - “Profesores de la Escuela de Artes Plásticas de Puerto Rico”, Museo de Arte e Historia de San Juan.
- 1995
  - “Caribbean Visions: Contemporary Paintings and Sculptures”, Center for the Fine Arts, Miami, Florida, Estados Unidos, exhibición itinerante.
  - “Latin American Women Artists: 1915-1995”, Milwaukee Art Museum, exhibición itinerante (Phoenix Art Museum, Arizona; The Denver Art Museum, Colorado; The National Museum of Women in the Arts, California y otros)
  - “Un marco por la tierra”, exhibición itinerante, Museo de Arte Moderno Sofía Imber, Caracas, Venezuela; Museo del Barrio, Nueva York.
  - “III Certamen Nacional de Artes Plásticas”, Museo de Arte Contemporáneo de Puerto Rico, San Juan.
  - “El portafolio gráfico puertorriqueño”, Museo de las Américas, San Juan, Puerto Rico.
- 1994
  - “Otro país: escalas africanas”, Centro Atlántico de Arte Moderno, Palma de Mallorca, España (exhibición itinerante).
  - “Ex Libris: el libro como propuesta estética”, Museo de Arte, Historia y Antropología, Universidad de Puerto Rico, Río Piedras.
- 1993
  - “Muestra de arte puertorriqueño”, Antiguo Arsenal de la Marina Española, Instituto de Cultura Puertorriqueña, San Juan.
  - “II Certamen Nacional de Artes Plásticas”, Museo de Arte Contemporáneo de Puerto Rico, San Juan.
  - “SITUARTE 93”, Rancho de Cayey, Cayey, Puerto Rico.
  - “El color de lo urbano”, Capitolio de Puerto Rico, San Juan.
  - “500 años de arte puertorriqueño”, Museo de las Américas, San Juan, Puerto Rico.
- 1992
  - “Diez artistas”, Banco de Desarrollo Económico, San Juan, Puerto Rico.
  - “Nuestro autorretrato”, Museo de Arte Contemporáneo de Puerto Rico, San Juan y Museo de Arte de Ponce.
  - “Imágenes de la tierra”, Pabellón de Puerto Rico en la Exposición Universal de Sevilla, España.
  - “1492/1992: Un nouveau regard sur les Caraïbes”, Espace Carpeaux, Francia, exhibición itinerante en Francia y el Caribe.
  - “Arte en el Chase 1977-1992”, Chase Manhattan Bank en San Juan y Museo de Arte de Ponce, Puerto Rico.
- 1991
  - “Arte joven”, Chase Manhattan Bank, San Juan, Puerto Rico.
- 1990
  - “Artistas puertorriqueños contra el hambre”, Chase Manhattan Bank, San Juan, Puerto Rico.
  - “New Art from Puerto Rico”, Springfield Museum of Fine Arts, Springfield, Massachusetts, Estados Unidos, exhibición itinerante por Fuller Museum, Brockton, MA, Lotus Gallery, Boston, MA; San Luis, Misuri; Hostos Gallery, Nueva York y Museo de Arte de Ponce, Puerto Rico.
  - “La caja”, Casa Candina, San Juan, Puerto Rico.
- 1989
  - “Autorretratos” (junto al artista Carlos Collazo), Chase Manhattan Bank, San Juan, Puerto Rico.
  - “I Muestra de Mail Art”, Alcorcón, España.
  - “Pintores en retratos y autorretratos: tres generaciones”, Galería Latinoamericana, San Juan, Puerto Rico.
- 1988
  - “Collective Show”, Park Gallery, San Juan, Puerto Rico.
  - “Growing Beyond”, Asociación de Mujeres Artistas de Puerto Rico, Museum of Modern Art of Latin America, Washington D. C.; Museo del Barrio, Nueva York; y Galería Caribe, San Juan.
- 1987
  - “Puerto Rican Painting: Between Past and Present”, Museum of Modern Art of Latin America, Washington D. C.; Museo del Barrio, Nueva York; Museo de Historia, Antropología y Arte de la Universidad de Puerto Rico, San Juan, Puerto Rico.
  - “El bohío”, Charra Gallery, Nueva York, Estados Unidos.
- 1986
  - “Ocho de los ochenta”, Instituto de Cultura Puertorriqueña, San Juan, Puerto Rico.
  - “25 años de pintura puertorriqueña”, Museo de Arte de Ponce y Antiguo Arsenal de la Marina Española del Instituto de Cultura Puertorriqueña, San Juan.

## Colecciones
- Casa Poli, Concepción, Chile
- Chase Manhattan Bank, Soho, New York
- Colección Reyes-Veray, San Juan, Puerto Rico
- Compañía de Turismo de Puerto Rico, San Juan
- Cooperativa de Seguros Múltiples, Puerto Rico
- Doral Bank, Guaynabo, Puerto Rico (ahora Banco Popular de Puerto Rico)
- Instituto de Cultura Puertorriqueña, Colección Bienal de San Juan
- International Museum of Women, San Francisco, EE. UU.
- Lehigh University Art Galleries, Bethlehem, Pensilvania, EE. UU.
- Museo de Historia, Antropología y Arte de la Universidad de Puerto Rico, Río Piedras
- Museo de Arte de Ponce, Puerto Rico
- Museo de Arte de Puerto Rico, San Juan, Puerto Rico
- Museo de Arte Contemporáneo de Puerto Rico, San Juan, Puerto Rico
- Museo de Arte Contemporáneo de Panamá, Panamá
- Museo de Arte Moderno, Cuenca, Ecuador
- Museum of Fine Arts, Springfield, Massachusetts, EE. UU.
- Museo del Barrio, Nueva York, EE. UU.
- National Design Museum, Nueva York, EE. UU.
- RG Premier Bank, Hato Rey, Puerto Rico (ahora Scotiabank de Puerto Rico)
- The Cooper Union School of Arts and Sciences, Nueva York, EE. UU.
- Múltiples colecciones privadas

## Premios en arte
- 2002
  - “Segunda Mención Honorífica”, 34ème International of the Peinture, Chateau-Musee of the Cagnes-sur-Mer, Cote d'Azur, Francia por las pinturas ‘Balcón’ y ‘Patio’.
- 2001
  - “Premio”, XIII Bienal de San Juan del Grabado Latinoamericano y del Caribe del Instituto de Cultura Puertorriqueña por la litografía “Clasificame ésta”.
- 1999
  - “Medalla” Asociación Puertorriqueña de Artistas Plásticos, Maison de la UNESCO.
- 1995
  - “Segundo premio de adquisición”, Certamen Nacional de Artes Plásticas, Museo de Arte Contemporáneo de Puerto Rico por la obra digital ‘La isla jamás’, cocreada con la artista Rosa Irigoyen.
- 1992
  - “Premio al mérito”, Fondo Nacional para el Financiamiento del Quehacer Cultural, Instituto de Cultura Puertorriqueña, San Juan.
- 1991
  - “Gran Premio”, III Bienal Internacional de Cuenca, Ecuador, por la pintura “Donde moran los terribles”.
  - “Mención de honor en la categoría de artista en el extranjero”, Asociación Internacional de Críticos de Arte, Capítulo de Puerto Rico.
  - “Mención de honor”, Cine Festival de San Antonio, Texas, por el video experimental ‘Flamenco’.
  - “Diploma Avant-Garde por la categoría de video experimental” por ‘Flamenco’, ÚNICA, Suecia.
  - “Primer premio”, Ateneo Puertorriqueño por el video experimental ‘Flamenco’, San Juan.
- 1988
  - “Primer premio”, Ateneo Puertorriqueño por el video experimental ‘M, Metrópolis’, San Juan.
- 1984
  - “Mención de honor”, Certamen Anual del Ateneo Puertorriqueño, San Juan.
- 1983
  - “Mención de honor”, Certamen Anual del Ateneo Puertorriqueño, San Juan.
  - “Mención de honor”, VII Salón de Arte Gulf, San Juan, Puerto Rico.
  - “Segundo lugar”, Certamen de la Revista Sin Nombre, San Juan, Puerto Rico.

## Premios en diseño
- 2010 
  - Premio BID en Madrid, España.“Premio BID 2010", categoría de Diseño de Espacios Interiores, II Bienal Iberoamericana de Diseño, Madrid, España (otorgado a Rubberband Design Studio para el que O’Neill figuró como directora creativa).
- 1998 
  - “Gard Award” por ‘El cuarto del Quenepo’.
  - “Excelente!” por ‘El cuarto del Quenepo’.
  - “Areas” por ‘El cuarto del Quenepo’.
  - “El Tesoro del Capitán” por ‘El cuarto del Quenepo’.
- 1997 
  - “Premios Lo Nuestro” por ‘El cuarto del Quenepo’.
  - “The Great Goo Award” por ‘El cuarto del Quenepo’.
  - “Lo mejor de YUPI-Culture Choice” por ‘El cuarto del Quenepo’.
  - “Page of the Week” por ‘El cuarto del Quenepo’.
  - “Latino World” por ‘El cuarto del Quenepo’.
  - “NET Giver Award” por ‘El cuarto del Quenepo’.
- 1996 
  - “Top 20”, Ibermaq por ‘El cuarto del Quenepo’.
  - “Top 100 Sites”, Planet Earth por ‘El cuarto del Quenepo’.
  - “Mención de honor: proyecto especial del año”, Asociación Internacional de Críticos de Arte, Capítulo de Puerto Rico por ‘El cuarto del Quenepo’.
- 1995 
  - “Federal Design Achievement Award”, cuarta ronda del Presidential Design Award, Washington D. C., por el catálogo de la exhibición ‘Homenaje a Carlos Collazo’.
  - “Premio al mejor catálogo del año”, Asociación Internacional de Críticos de Arte, Capítulo de Puerto Rico por ‘Paisaje en fuego’, primer catálogo digital interactivo en Puerto Rico.
  - “Premio a la mejor página web de la semana”, Mundo Latino por ‘El cuarto del Quenepo’.
- 1993 
  - “Primer premio en diseño digital de publicaciones”, revista Publish, San Francisco, California, EE. UU., por el primer catálogo de la Escuela de Artes Plásticas de Puerto Rico.
- 1992 
  - “Primer premio en Promoción / Diseño gráfico”, Convocatoria de Diseño Gráfico del Concilio de Diseño y Tecnología de la Administración de Fomento Económico, por el folleto de exhibiciones de Casa Candina, San Juan, Puerto Rico.
- 1991 
  - “Primera finalista en la categoría de ilustración digital” en SIGGRAPH ’91, Las Vegas, Nevada.
  - “Premio al mérito en ilustración digital”, Online Design Awards, revista ‘How’, Cincinnati, Ohio, EE. UU.